# San Sebastián Buenavista
Buenavista es una población del municipio de Zumpango, uno de los 125 municipios del Estado de México en México. Es una comunidad rural y según el censo del 2010 tiene una población total de 974 habitantes.